# Танайка (река)
Танайка — река в России, протекает в Республике Татарстан. Устье реки находится в 18 км по правому берегу протоки Криуша реки Кама. Длина реки составляет 33 км, площадь водосборного бассейна 176 км².

## Данные водного реестра
По данным государственного водного реестра России относится к Камскому бассейновому округу, водохозяйственный участок реки — Кама от Нижнекамского гидроузла и до устья, без реки Вятка, речной подбассейн реки — бассейны притоков Камы до впадения Белой. Речной бассейн реки — Кама.